# Inhuleț, Dnipropetrovsk
Inhuleți (în ucraineană Інгулець) este oraș regional în  regiunea Dnipropetrovsk, Ucraina.  

## Demografie
Componența lingvistică a orașului Inhuleți
     Ucraineană (77,75%)
     Rusă (21,58%)
     Alte limbi (0,26%)
Conform recensământului din 2001, majoritatea populației orașului Inhuleți era vorbitoare de ucraineană (77,75%), existând în minoritate și vorbitori de rusă (21,58%).